# Consiglio di Coordinamento delle Forze Rivoluzionarie Islamiche
Il Consiglio di Coordinamento delle Forze Rivoluzionarie Islamiche (in inglese: Coordination Council of Islamic Revolution Forces; in persiano: شورای هماهنگی نیروهای انقلاب اسلامی) è un'organizzazione di figure e partiti politici conservatori. È considerata "la principale alleanza conservatrice dell'Iran". L'organizzazione presentò un elenco di candidati durante le elezioni legislative iraniane del 2004 e sostenne Ali Larijani durante le Elezioni presidenziali in Iran del 2005.

## Organizzazioni affiliate
- Associazione dei Chierici Militanti[2]
- Partito della Coalizione Islamica[3]
- Società dei Devoti della Rivoluzione Islamica[4]
- Alleanza dei Costruttori dell'Iran Islamico[2]